# Загін монстрів
«Загін монстрів» (англ. The Monster Squad) — американський комедійний фільм жахів 1987 року режисера Фреда Деккера за сценарієм Деккера та Шейна Блека.

## Синопсис
Група дітей з клубу «Загін монстрів», які обожнюють класичні фільми про монстрів, намагається врятувати рідне місто від графа Дракули та його поплічників.

## У ролях
| Актор            | Роль                  |
| ---------------- | --------------------- |
| Андре Говер      | Шон Креншоу           |
| Роббі Кігер      | Патрік Роудс          |
| Стівен Махт      | детектив Дел Креншоу  |
| Брент Чалем      | Хорас                 |
| Ешлі Банк        | Фібі Креншоу          |
| Дункан Регер     | граф Дракула          |
| Том Нунан        | Потвора Франкенштайна |
| Джон Гріс        | Людина-вовк           |
| Том Вудрафф      | Істота                |
| Майкл Рід Маккей | Мумія                 |
| Джек Гвілім      | Абрагам ван Хелсінг   |

## Виробництво

### Розробка і сценарій
Робота над фільмом йшла відносно швидко: вперше про нього заговорили у 1985 році, а зйомки відбулися вже наступного року. Деккер бавився ідеєю перезавантаження деяких класичних серіалів, таких як "Маленькі негідники" та "Універсальні монстри". Поки Деккер вносив останні штрихи до свого дебютного фільму «Ніч комшарів», він запропонував Шейну Блеку, своєму другові та сусідові по кімнаті в резиденції режисерів, перетворити цю ідею на сценарій. Перший чорновий варіант Блека, який включав кілька епічних сцен, які б значно роздули бюджет картини, налічував від 150 до 160 сторінок, залежно від спогадів. Деккер скоротив його за два проходи до приблизно 100 сторінок. Історія спочатку розгорталася в Батон-Руж, штат Луїзіана, хоча це місто не згадується в остаточному варіанті фільму.
Проект спершу запропонували Universal, оскільки  передусім черпали натхнення для сценарію з їхнього каталогу фільмів про монстрів, але один з керівників виявився особливо несприйнятливим, і вони відмовилися від цього. Однак пізніше Universal погодилися займатися міжнародною дистрибуцією. Деккер звернувся за порадою до одного зі своїх улюблених режисерів, Петера Хаймса. Хаймса. Хаймс надіслав сценарій продюсерам з Taft/Barish, які швидко виявили зацікавленість і погодилися зпродюсувати фільм. Зрештою, Хаймс мав значний вплив на проект, і його ощадливий режисерський підхід іноді конфліктував з менш методичним підходом Деккера, який називав його «дуже суворим керівником». Хаймс також залучив важливих членів знімальної групи, таких як монтажер Джеймс Мітчелл, художник-постановник Альберт Бреннер і оператор Бредфорд Мей.

### Кастинг і дизайн істот
Дункан Регер обійшов тоді ще маловідомого Ліама Нісона на роль Дракули. Нісон мав з'явитися в ролі людського маскування Дракули, але ця сцена не була знята. Після проривної ролі серійного вбивці у фільмі «Мисливець на людей» Том Нунан став затребуваним для подібних ролей. Він вибрав цей фільм, а не «Близько темряви» через його легковажний характер, але Кетрін Бігелоу була наполегливою і з'явилася на знімальному майданчику, щоб домовитися з продюсерами про достроковий реліз, сподіваючись, що він зможе встигнути на два проекти. Їй відмовили.
Спецефекти були створені командою Stan Winston Studio на чолі з Томом Вудраффом-молодшим. Персонажі зазнали незначних змін, оскільки їхні найвідоміші дизайни — або, у випадку з Істотою з Чорної Лагуни, сама істота — були інтелектуальною власністю Universal.

### Зйомки та постпродакшн
Зйомки розпочалися 13 жовтня 1986 року. Екстер'єри знімали в Warner Bros. Studios і Warner/Columbia Ranch у Бербанку, в Юніверсал-Сіті та по всьому Лос-Анджелесу. Більшість інтер'єрів було знято в Culver Studios в Калвер-Сіті. Через те, що більша частина фільму відбувається вночі, а також через правило щодо того, як пізно можуть працювати юні актори, діти знімали свої сцени першими рано ввечері, в той час як решта знімальної групи залишалася на майданчику протягом більшої частини ночі. Зйомки пройшли на тиждень раніше запланованого терміну і тривали 50 днів.
Між Хаймсос, прихильником традиційних методів зйомок і самоучкою Деккером виникла напруженість. Наприкінці першого тижня зйомок Хаямс навіть подумував про те, щоб звільнити Деккера, але продюсер Роб Коен допоміг згладити їхні розбіжності, і після цього Деккер погодився дотримуватися стандартних галузевих практик. Хаймс також зняв деякі матеріали для фільму, зокрема сцену з перевертнем у телефонній будці. Фільм знятий у форматі 2,39:1.
Хоча більшість ефектів були практичними, у фільмі все ж було використано низку візуальних ефектів, наприклад вихор. За візуальні ефекти були відповідальні Річард Едлунд і компанія Boss Films, відомі своїми «Мисливцями за привидами». Продюсери скоротили фільм на 13 хвилин, оскільки не хотіли, щоб він тривав більше 90 хвилин. Орієнтовний бюджет після релізу варіювався від $12,5 млн. до $14 млн.

## Випуск
«Загін монстрів» рекламувався через серію плакатів, схожих на поліцейські плакати "Розшукуються". На головному плакаті був слоган, натхненний фільмом «Мисливці за привидами»: "Ви знаєте, кому дзвонити, коли з'являються привиди. Але кого ви покличете, коли з'являться монстри?". Прем'єра фільму відбулася в Hard Rock Café в Голлівуді. Кіфер Сазерленд, зірка «Пропащих хлопців», був серед тих, хто прийшов підтримати фільм.

## Зовнішні посилання
- Загін монстрів на сайті IMDb (англ.)
- The Monster Squad на сайті AllMovie (англ.)
- The Monster Squad на сайті Rotten Tomatoes (англ.)